# Nordsø Sild
Nordsø Sild er en dokumentarfilm fra 1950 instrueret af Jørgen Storm-Petersen efter eget manuskript.

## Handling
En tidlig lørdag morgen starter kutteren "Skagboen" ud til Fladen grund, en fiskerbanke to døgns sejlads fra de nordjyske fiskerihavne. Det er blevet onsdag middag og nu ligger de på Fladen, men her er ingen fisk. Over radioen forhandler de med andre fiskekuttere, som har haft god fangst, og i løbet af natten skifter "Skagboen" position. Hjemme i fiskerlejet er der travlhed, mange skibe er blevet forsinkede af stormen, så de ferske sild er blevet for gamle, og kun de nedsaltede sild bliver godkendt af fiskerikontrollen. Torsdag morgen, 5 døgn efter starten har "Skagboen" endnu ingen sild i lasten. Ekkoloddet viser 85 favne og i halvanden time slæber man trawlet afsted, mens man venter spændt. Denne gang kommer trawlet op med fangst. Før lasten er fuld, vil der være to døgns arbejde med at slæbe og hale ind. Mellem hver indhaling skal silden enten nedises eller saltes i tønder. Der er arbejdstid fra 4 morgen til midnat. Nu gælder det om at komme hjem i en fart - der er kapløb om kajpladserne og på fiskeriauktionerne falder prisen jo flere sild, der bringes ind.